# Юрмала (конкурс)
«Всесою́зный телевизио́нный ко́нкурс молоды́х исполни́телей сове́тской эстра́дной пе́сни» проводился ежегодно в городе Юрмале Латвийской ССР, в концертном зале «Дзинтари», с лета 1986 года по лето 1989 года.
Организаторы конкурса — Государственный комитет СССР по телевидению и радиовещанию (Гостелерадио СССР) совместно с Центральным комитетом ВЛКСМ, при содействии Министерства культуры СССР, Союза композиторов СССР на базе Гостелерадио Латвийской ССР.
Согласно «Положению» о конкурсе к участию в нём допускались «профессиональные вокалисты — солисты, работающие в концертных организациях, театрах, кино, а также учащиеся высших и средних специальных учебных заведений культуры и искусства, не старше тридцати лет». Выступления конкурсантов транслировались советским телевидением на всю страну.
Председателем жюри конкурса был композитор Раймонд Паулс.
В 1990 году по политическим причинам (в связи с ростом сепаратистских настроений в республике) конкурс раскололся на две части и стал проводиться параллельно в Юрмале и Ялте. В Юрмале он в последний раз прошёл в 1993 году. Ялтинский конкурс в том же году переехал в Москву, где проводился до 1996 года под названием «Москва-Ялта-Транзит».

## История конкурса

### Всесоюзный конкурс в Юрмале
1-й Всесоюзный телевизионный конкурс молодых исполнителей советской эстрадной песни («Юрмала-86»), организованный по образу и подобию Международного фестиваля песни в Сопоте, прошёл в Юрмале 25-30 июня 1986 года. Жюри присудило гран-при Родриго Фоминсу; первую премию получила Нарине Арутюнян, вторую — Валентина Легкоступова. Одного из специальных призов жюри была удостоена Ольга Кормухина. Первыми ведущими конкурса были Юрий Николаев, Леонид Чучин (диктор «ЦТ СССР»), Велта Селе (диктор телевидения Латвийской ССР) и Мара Эглите (диктор радио Латвийской ССР)
На 2-м конкурсе («Юрмала-87») в июле 1987 года гран-при не присуждался. Первую премию получила Каре Каукс, вторую — Олга Раецка.
3-й конкурс («Юрмала-88») проходил 4-7 июля 1988 года и широко освещался в Советском Союзе. Победителем (гран-при) конкурса стал Александр Малинин. Вторую премию и приз зрительских симпатий завоевал Зигфрид Муктупавелс (Латвия). Ещё одно открытие конкурса — певица Азиза, получившая третью премию и приз Мисс элегантность.
4-й конкурс («Юрмала-89»), проводившийся 5-8 июля 1989 года, был отмечен всплеском национализма и сепаратизма. Представители союзных республик размахивали в зале национальными флагами, которые не имели ничего общего с флагами союзных республик. Гран-при был присуждён Сосо Павлиашвили, который буквально на коленях воспел национальную свободу Грузии в песне «Родина» («Самшобло»).
Однако настоящий фурор на конкурсе устроил Евгений Куликов. Как писала пресса — «это был единственный раз за всю мировую историю конкурсов, когда традиции были нарушены и в прямом эфире гала-концерта закрытия на главном телеканале страны лауреат второй премии выступал дважды — во время награждения и в финале. Оба раза Евгений Куликов исполнял свои песни на бис. После завершения прямого эфира овации в зале ещё долго не прекращались и Евгений исполнил песню «Как все» третий раз, после чего восторженная публика, увлекаемая захлестнувшими ее эмоциями, ринулась на сцену, сметая все - декорации, аппаратуру. Его подняли на руки и начали качать. Такой ажиотаж был вызван необычайной артистичностью, обаянием и искренностью, излучаемыми им со сцены.»

### Раскол: конкурсы в Юрмале, Ялте и Москве
В связи с ростом сепаратистских настроений в 1990 году конкурс разделился на «Юрмала-90» и «Ялта-90». Последний проходил в Крыму, в концертном зале «Юбилейный» в Ялте. На латвийском конкурсе тон задавали прибалтийские исполнители, в частности Иго (Родриго Фоминс).
В 1991 году всесоюзный конкурс также проходил в Ялте («Ялта-91»). Гран-при получил Мурат Насыров, первую премию жюри отдало Алексею Молдалиеву, вторую премию разделили Марина Хлебникова и Самир Багиров, третья досталась Марине Лепе.
Обладателем гран-при «Ялты-92», состоявшейся уже после распада Советского Союза, стала Ольга Лебедева (Екатеринбург), песни которой («Не оставляй меня одну», «Если я делаю тебе хорошо» и «Ты не мужчина») незадолго до этого исполнила в «Рождественских встречах-92» Алла Пугачёва, первую премию получил Леонид Агутин, вторую — Алла Сидорова, Ольга Дзусова и Инеш Кдырова, третью — Виктория Маркова.
Параллельно в 1992 году в теннисном центре «Лиелупе» прошёл конкурс «Юрмала-92». Организаторами фестиваля первоначально были объявлены Раймонд Паулс, занявший пост министра культуры Латвии, многолетний ведущий фестиваля Юрий Николаев и латвийский бизнесмен Вадим Макаренко (впоследствии обвинявшийся в создании финансовой пирамиды). Новый конкурс не претендовал на формальный статус продолжателя советских фестивалей: он был заявлен как международный, при этом допускались на него песни только на английском и латышском языках. Русский язык, по словам Макаренко, вызвал бы «нежелательную реакцию публики». Он также утверждал, что в состав жюри войдут Артемий Троицкий и Сева Новгородцев. Предполагалось, что и ведущие будут говорить на английском и латышском, поэтому от услуг Юрия Николаева отказались. Однако в документальном фильме о фестивале ведущими на русском языке выступили Лайма Вайкуле и журналист латвийского телевидения Я. Шицкевич. В фильм вошли выступления Раймонда Паулса, Лаймы Вайкуле, Зигфрида Муктупавелса, True Brits, Odis, Мурата Насырова, Саманты Фокс, Георги Христова, певицы Сони, Олги Раецкой, Родриго Фоминса. Гран-при «Юрмалы-92» — 10 тысяч долларов США — присудили певице Arina (Арине Боруновой).
В июле 1993 года — снова в концертном зале «Дзинтари» — прошёл фестиваль «Юрмала-93». Он имел конкурсный характер, причём на этот раз на него допускали песни не только на латышском и английском, но и на других языках, в том числе на русском. Россию на фестивале представил Леонид Агутин, с песней «Босоногий мальчик» он занял третье место. Почётными гостями в том году в Юрмале стали звёзды европейской эстрады, в числе которых были Алла Пугачёва (её сольный концерт прошёл во втором отделении открытия фестиваля) и американский певец Майкл Болтон. Председателем международного жюри конкурса стал, как и прежде, Раймонд Паулс. Это был последний музыкальный фестиваль под названием «Юрмала».
Между тем ялтинский конкурс в 1993 году был переведён в Москву и получил название «Москва-Ялта-Транзит». Гран-при этого конкурса получила Елена Лебенбаум (Воробей), первую премию получил Теймураз Боджгуа, вторую — Майя Каркарашвили, третью — Вадим Азарх. Конкурс «Москва-Ялта-Транзит» проводился в российской столице по 1996 год включительно. Впоследствии, в 2004 году, конкурс под таким же названием был возрождён в Крыму в качестве регионального фестиваля юмора и эстрады.
В 2002 году прекративший существование в 1990-е годы юрмальский конкурс был возрождён под названием «Новая волна». По словам Раймонда Паулса, использовать старое название было невозможно, так как эксклюзивная лицензия на проведение фестиваля под названием «Юрмала» осталась у фирмы Макаренко, и выкупать бренд не стали.